# Luik-Bastenaken-Luik 2009
De 95ste editie van Luik-Bastenaken-Luik was 261 km lang en vond plaats op zondag 26 april 2009. Zoals altijd was de start van de Belgische wielerklassieker op de Place Saint-Lambert in Luik en aankomst op de Rue Jean-Jaurès in Ans. De totale afstand was 261 km. Het keerpunt in Bastenaken lag na 104,5 km. Winnaar werd Andy Schleck, die op de Valkenrots alleen wegreed en een zeer ruime voorsprong opbouwde op de groep met favorieten.

## Parcours
Net als in 2008 werd in de finale de Côte de la Roche aux Faucons opgenomen in plaats van de Côte du Sart-Tilman. Deze "Valkenrots", tussen Esneux en Boncelles (Seraing), is korter maar steiler dan de helling van Sart-Tilman en bleek beslissend.
In totaal waren er elf geclassificeerde hellingen te beklimmen. Dat was één minder dan in 2008, want de Côte de Sprimont (1,4 km aan 4,7%), die nog wel werd beklommen, leverde geen punten voor het bergklassement meer op.
| nr. | Helling                      | na km | lengte (km) | gem. stijging (%) |
| --- | ---------------------------- | ----- | ----------- | ----------------- |
| 1   | Côte de Ny                   | 57,5  | 1,8         | 5,7               |
| 2   | Côte de la Roche-en-Ardenne  | 82    | 2,8         | 4,9               |
| 3   | Côte de Saint Roch           | 128   | 0,8         | 12                |
| 4   | Côte de Wanne                | 172   | 2,7         | 7                 |
| 5   | Côte de Stockeu              | 178,5 | 1,1         | 10,5              |
| 6   | Côte de la Haute-Levée       | 184   | 3,4         | 6                 |
| 7   | Côte du Rosier               | 196,5 | 4,0         | 5,9               |
| 8   | Côte de la Vecquée           | 209   | 3,1         | 5,9               |
| 9   | Côte de la Redoute           | 226,5 | 2,1         | 8,4               |
| 10  | Côte de la Roche aux Faucons | 241,5 | 1,5         | 9,9               |
| 11  | Côte de Saint-Nicolas        | 255,5 | 1,0         | 11,1              |

## Wedstrijdverloop

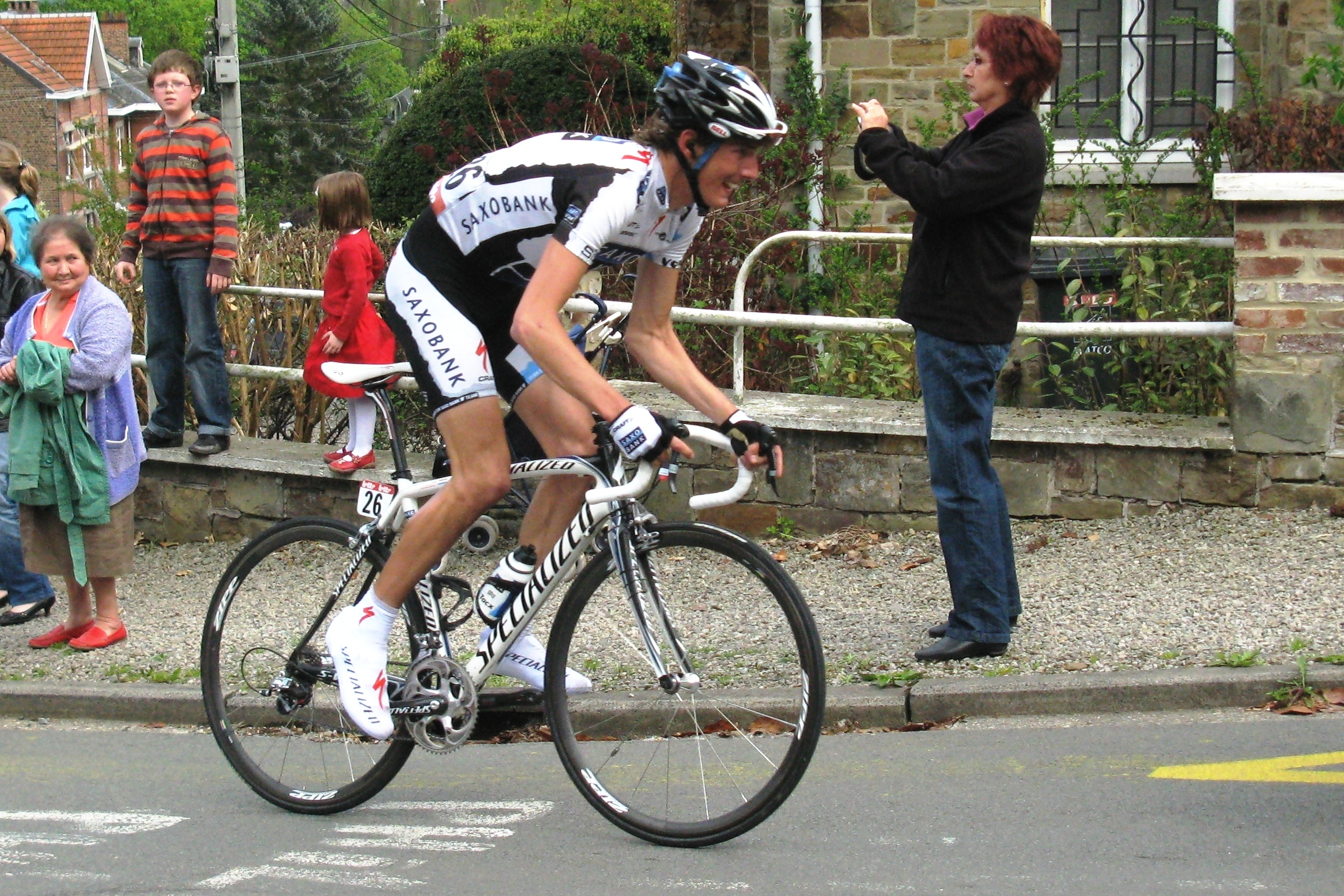
Andy Schleck, de latere winnaar, in de aanval

De kopgroep van de dag bestond uit Cyril Gautier, Marcel Wyss, Hubert Dupont en de Belg Nico Sijmens. Gautier toonde zich de meest aanvalslustige van dit viertal, wat hem de bergprijs opleverde. Hij wist tot na de La Redoute voor in de koers mee te rijden.
Vlak na de La Redoute ontstond er een achtervolgend groepje met onder anderen Roman Kreuziger, Karsten Kroon, Aleksandr Kolobnev en Robert Gesink. Veel voorsprong kregen zij echter niet. Wel bleek het groepje een ideaal springplankje voor Philippe Gilbert, die op het vals plat met een moordend tempo demarreerde, en heel rap een aardige voorsprong op het peloton had. Gilbert wist met een voorsprong van enkele tientallen seconden aan de Côte de la Roche aux Faucons. Toen het peloton aan deze beklimming begon, snelde Andy Schleck met een hoge snelheid naar voren. De Luxemburger wist Gilbert vlak na de top bij te halen, en liet hem weldra achter. De voorsprong van Schleck groeide tot bijna anderhalve minuut. Alleen bij de beklimming van de laatste serieuze heuvel van de dag, de Saint Nicolas, slonk deze voorsprong een beetje, door een paar pogingen van de favorieten om toch nog weg te springen. Geen van de kanonnen slaagde hier echter in.
In de slotkilometers, toen Schleck naar zin overwinning soleerde, was er nog een elitegroepje dat voor de tweede plaats leek te gaan strijden. Hun aanval kwam te laat om voor de zege mee te doen, en miste de overtuiging.
Rond vijf uur 's middags werd Andy Schleck de tweede Luxemburger die Luik-Bastenaken-Luik weet te winnen. De Spanjaard Rodríguez, die zijn kopman Valverde een slechte dag zag hebben, kon in de achtergrond een klein gaatje slaan en finishte uiteindelijk op 1'17" als tweede. 119 van de 200 gestarte renners bereikten de eindstreep. Daniele Righi (Lampre) finishte als 119e en laatste in een groep op 16' 29" van de winnaar.
De Fransman Cyril Gautier (Bouygues Télécom) won de bergprijs, vóór Marcel Wyss (Cervélo TestTeam).

## Uitslag
| Luik-Bastenaken-Luik 2009 (261 km) |                    |                          |          |
| Plaats                             | Naam               | Ploeg                    | Tijd     |
| Winnaar                            | Andy Schleck       | Team Saxo Bank           | 6u34'32  |
| 2                                  | Joaquím Rodríguez  | Caisse d'Epargne         | + 1' 17" |
| 3                                  | Davide Rebellin    | Diquigiovanni-Androni G. | + 1' 24" |
| 4                                  | Philippe Gilbert   | Silence-Lotto            | z.t.     |
| 5                                  | Sergej Ivanov      | Team Katusha             | z.t.     |
| 6                                  | Simon Gerrans      | Cervélo TestTeam         | z.t.     |
| 7                                  | Damiano Cunego     | Lampre-N.G.C.            | z.t.     |
| 8                                  | Benoît Vaugrenard  | Française des Jeux       | z.t.     |
| 9                                  | Aleksandr Kolobnev | Team Saxo Bank           | z.t.     |
| 10                                 | Samuel Sánchez     | Euskaltel                | z.t.     |
|                                    |                    |                          |          |
| 17                                 | Thomas Dekker      | Silence-Lotto            | z.t.     |